# مدرسه آیدل
مدرسه آیدل (کره‌ای: 아이돌 학교؛ انگلیسی: Idol School) یک برنامه رقابتی واقع‌نما برای تشکیل گروه دخترانه است که از ام‌نت پخش شد. هدف این برنامه تشکیل یک گروه دخترانه نه نفره از میان ۴۱ شرکت کنندهٔ زن بود که در طی یک دورهٔ یازده هفته‌ای به آن‌ها در آواز خواندن، رقصیدن و سایر موضوعات آموزش می‌داد. در حالی‌که مدرسه آیدل و برنامه رقابتی دیگر ام‌نت به نام پرودوس ۱۰۱ با یکدیگر شباهت‌هایی دارند، از بسیاری از جهات از جمله تعداد شرکت‌کنندگان، سیستم رأی‌گیری و تعداد برندگانی که گروه نهایی را تشکیل می‌دهند، متفاوت بودند. یکی دیگر از بزرگ‌ترین تفاوت‌های این دو برنامه، نحوهٔ برخورد آنها با شرکت کنندگان حذف شده بود. در مدرسه آیدل، به شرکت‌کنندگان حذف شده این فرصت داده شد تا در «کلاس عادی» به تحصیل ادامه دهند، تا در آینده فرصتی برای حضور در یک گروه را داشته باشند.
این برنامه از ۱۳ ژوئیه تا ۲۹ سپتامبر ۲۰۱۷ از ام‌نت پخش شد. نام گروه دخترانه‌ای که از طریق این برنامه شکل گرفت، فرامیس ناین بود.
اعضای گروه جدید از طریق پلدیس انترتینمنت آلبوم‌هایی را منتشر کردند، در حالی که فعالیت‌های گروهی آنها توسط استون میوزیک انترتینمنت و ویک‌وان اتترتینمنت، به عنوان سرمایه‌گذاری مشترک با سی‌جی ئی‌ان‌ام مدیریت می‌شد.
در اوت ۲۰۲۱، پس از جلسه ای دربارهٔ آیندهٔ گروه، مدیریت گروه فرامیس ناین به پلدیس انترتینمنت منتقل شد.